# 霍利斯 (堪薩斯州)
霍利斯（英語：Hollis）為位在美國堪薩斯州克勞德縣的非建制地區。

## 歷史

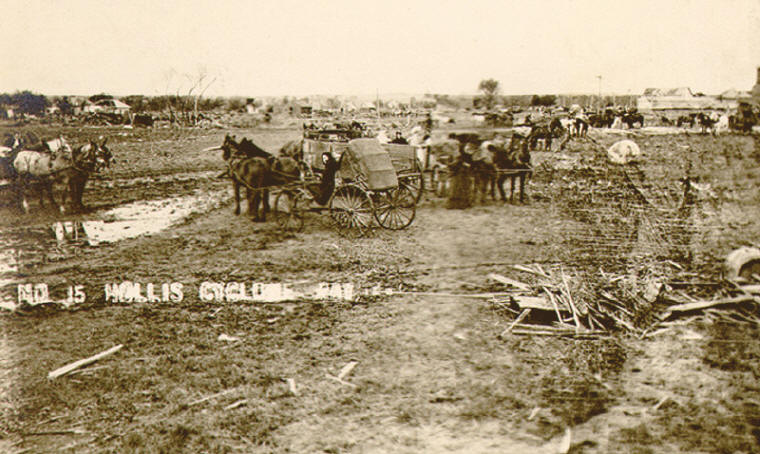
1909年龍捲風造成的損害

霍利斯原稱克里斯蒂（Christie），以此鎮原地主W·J·克里斯蒂（W. J. Christie）命名。
霍利斯為芝加哥，伯靈頓和昆西鐵路和聯合太平洋鐵路交界處的一處裝運點。
1909年5月14日傍晚5時，霍利斯遭受一龍捲風襲擊，導致該地嚴重損害，並且造成數人死亡。這個龍捲風將此鎮「一掃而光」。根據報告，此鎮僅有三棟建築物逃過這場災害，而這場災害估計損失超過50,000美元（1909年匯率）。